# سایمون جانسون
سایمون اچ. جانسون (انگلیسی: Simon Johnson؛ زادهٔ ۱۶ ژانویهٔ ۱۹۶۳) اقتصاددان بریتانیایی آمریکایی است. وی از ۲۰۰۸ تا ۲۰۱۹ استاد کارآفرین در مدرسه مدیریت اسلون ام‌آی‌تیو عضو ارشد مؤسسه اقتصاد بین‌الملل پترسون بوده است. سایمون دارای طیف گسترده‌ای از سمت‌های علمی و مرتبط با سیاست است، وی قبل از پیوستن به MIT از جمله دانشیار اقتصاد در دانشکده تجارت فوکوا دانشگاه دوک (۱۹۹۱–۱۹۹۷) بوده است. علاوه بر این از مارس ۲۰۰۷ تا پایان اوت ۲۰۰۸ اقتصاددان ارشد صندوق بین‌المللی پول بود. وی همچنین برندهٔ جوایزی همچون جایزه یادبود نوبل علوم اقتصادی شده است.

## دستاوردها
دارون عجم اوغلو، جیمز ای رابینسون و سایمون جانسون به صورت مشترک برای نشان دادن «اهمیت نهادهای اجتماعی را برای شکوفایی یک کشور» برنده جایزه نوبل اقتصاد در سال ۲۰۲۴ شدند.